# 井伊直宗
井伊 直宗（いい なおむね）は、戦国時代の武将。今川氏の家臣。遠江国引佐郡井伊谷城主・井伊直平の嫡男。

## 人物
井伊氏は遠江の国人であるが、父直平の代から今川氏の家臣となっていた。父から家督を譲られて当主となったが、天文11年（1542年）正月29日、今川義元に従い三河国田原城攻めに参加したが戦死。子の直盛が跡を継いだ。
直宗の妻・浄心院は如意院を建立し、菩提を弔った。
没年とされる天文11年（1542年）は『寛政重修諸家譜』に基づくものであるが、同年には今川氏による田原城攻めは行われておらず、三河攻めは天文15年（1546年）の後半以降からであるため、疑問が存在する。『朝野旧聞裒藁』収録の「井家新譜」では天文20年（1551年）1月、『井伊氏系図』では天文23年（1554年）とされている。また、戦国史研究者の大石泰史は天文11年（1542年）は崩し字を写し間違えたことによる誤りで、実際は天文16年（1547年）に田原城で戦死した可能性が高いのではないかとしている。
また、『井伊家伝記』『寛永諸家系図伝』『寛政重修諸家譜』などの史料では直宗の事績についてほとんど記されず、子の直盛が天文8年（1539年）段階から文章を発給するなど当主的な活動をしていることや、直平・直盛の年齢差が場合によっては17歳になることから、直宗の存在を疑う向きもある。
また鈴木将典によると、同時代史料を見ると井伊直宗と井伊直親は実在した形跡がなく、後世に作成された系図で初めて存在が見られるとし、その存在を疑問視している｡